# Hoofdorgel van de Grote of Sint-Bavokerk in Haarlem

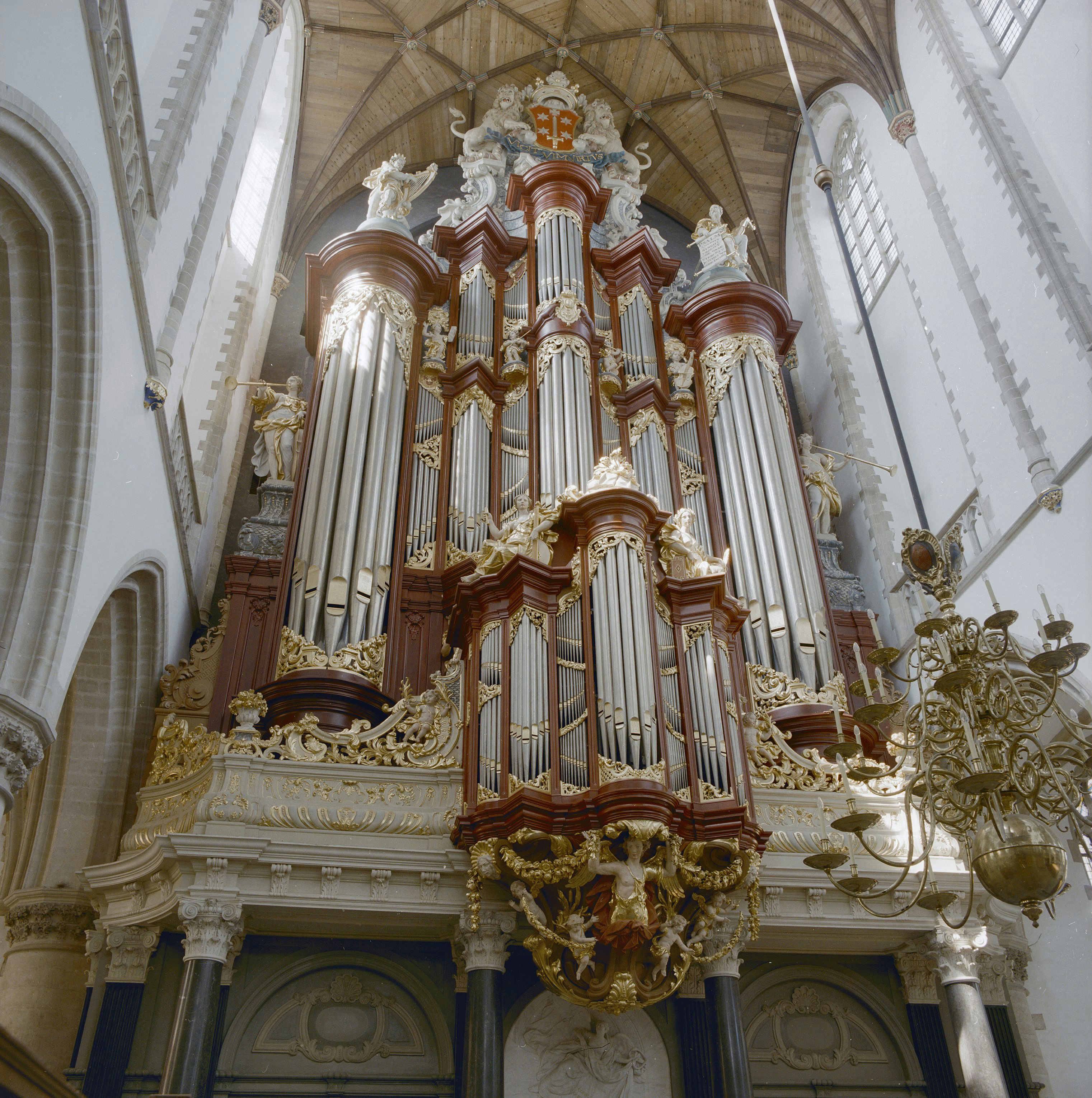
Het orgelfront

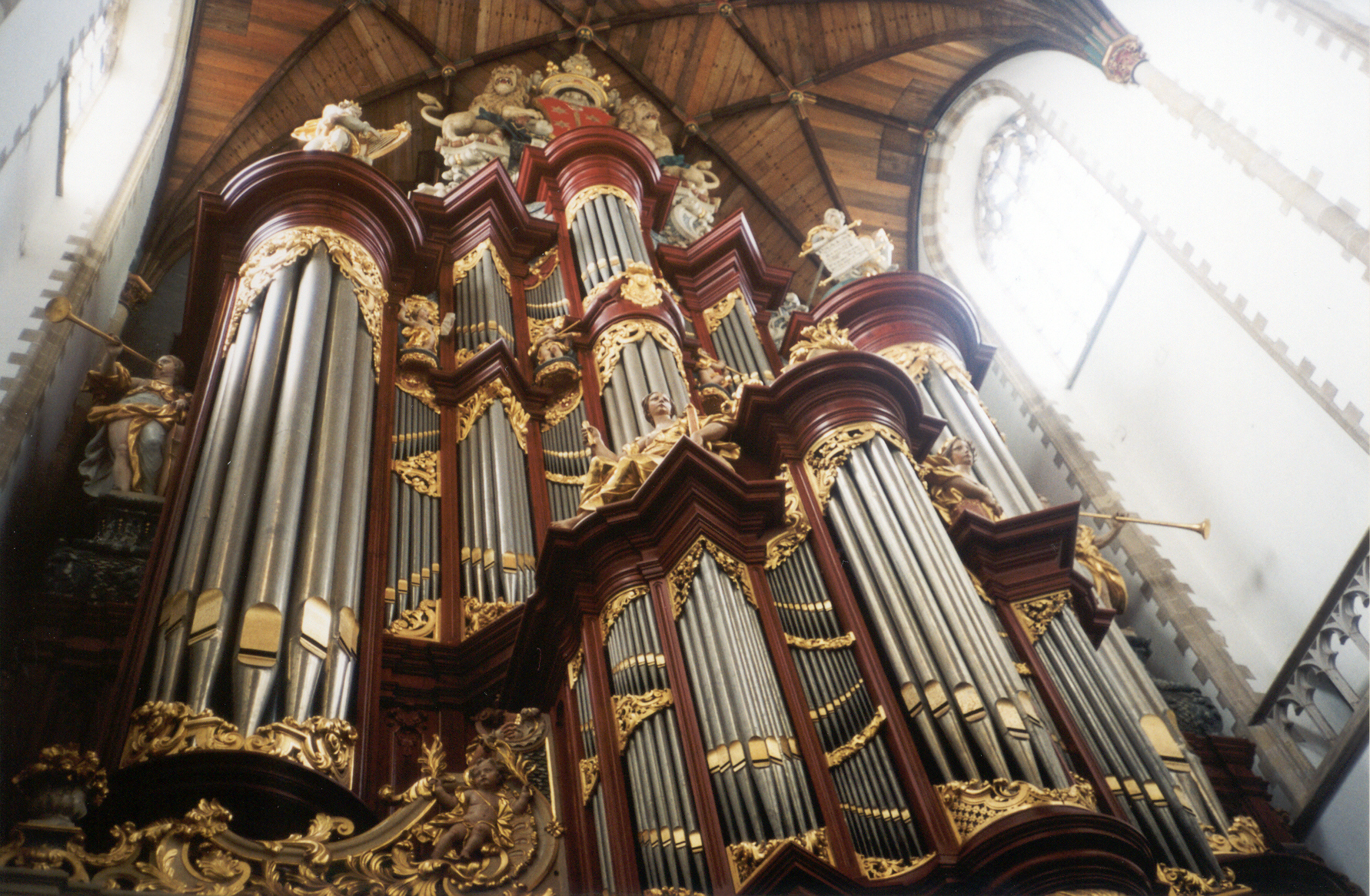

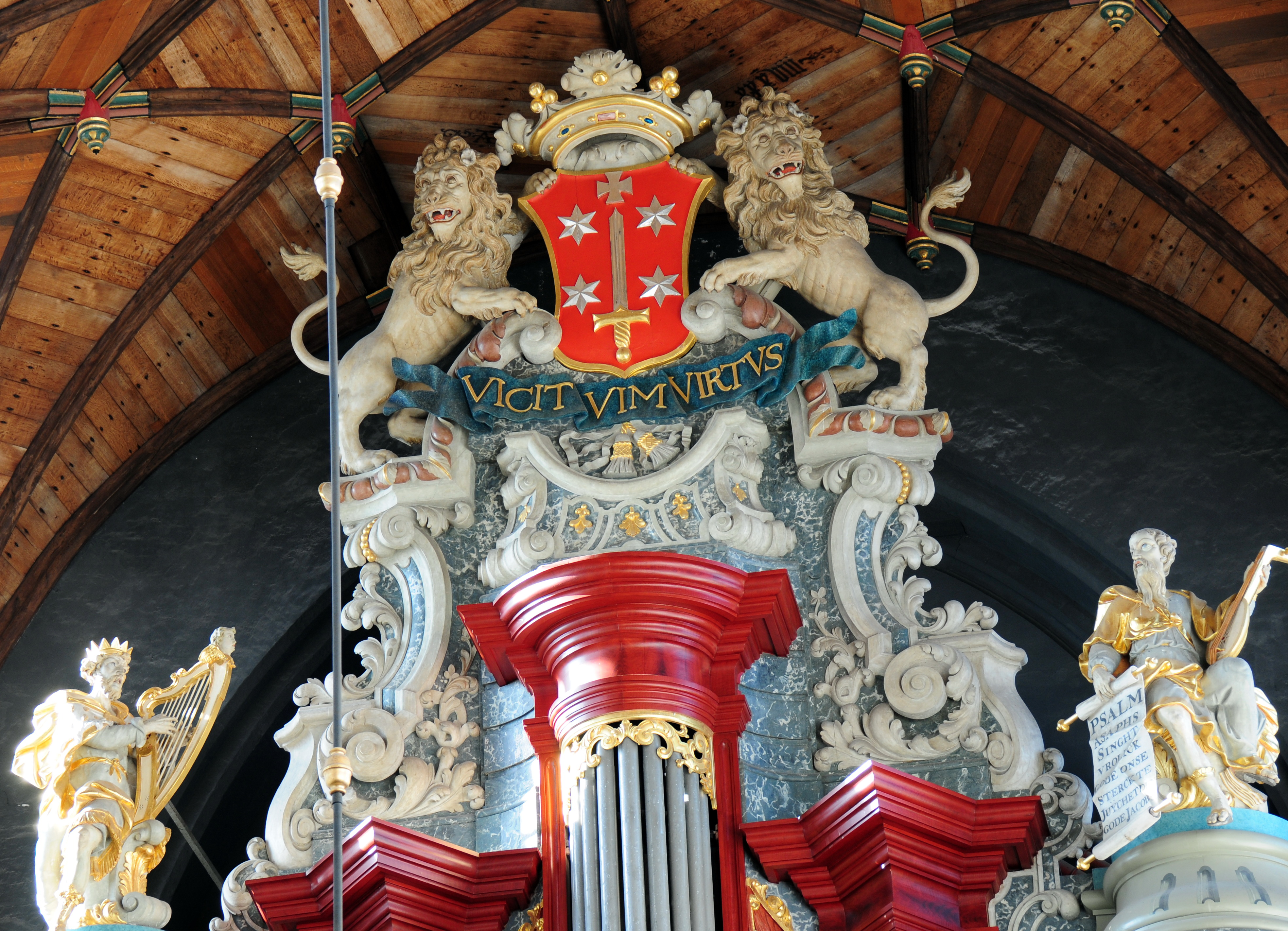
Detail van de rijke ornamentiek

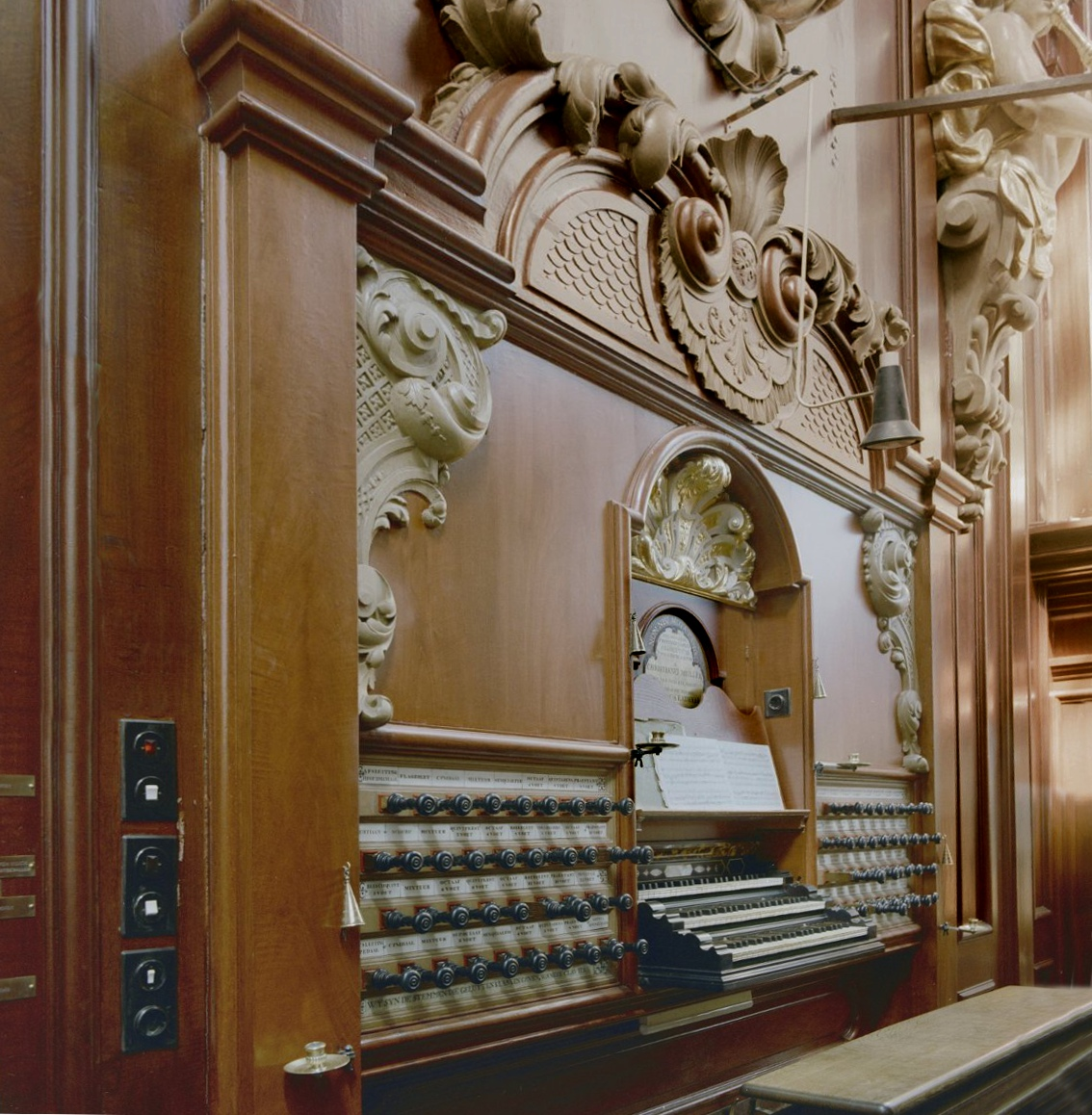
Klaviatuur (1986)

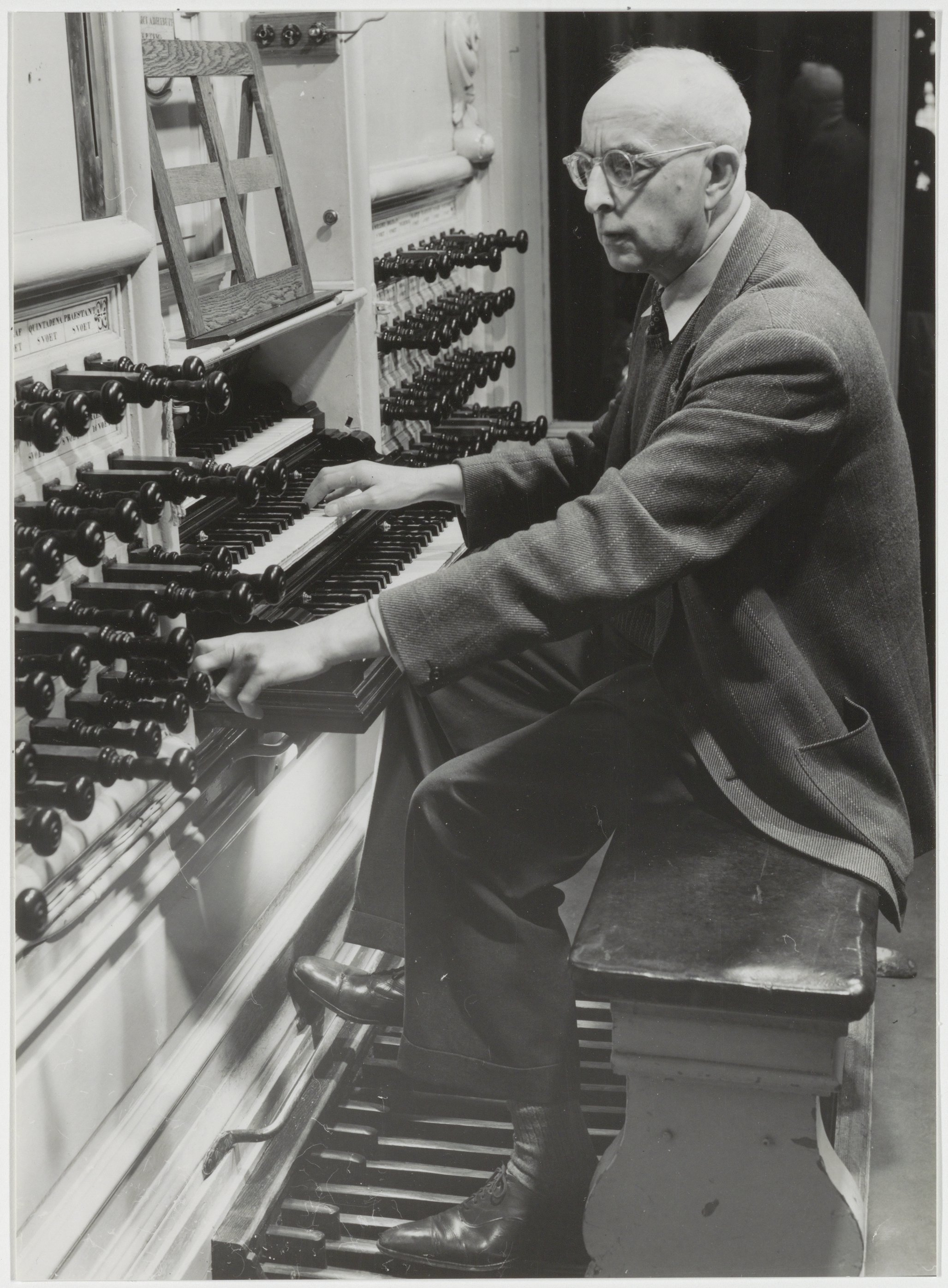
George Robert bespeelt het Müllerorgel

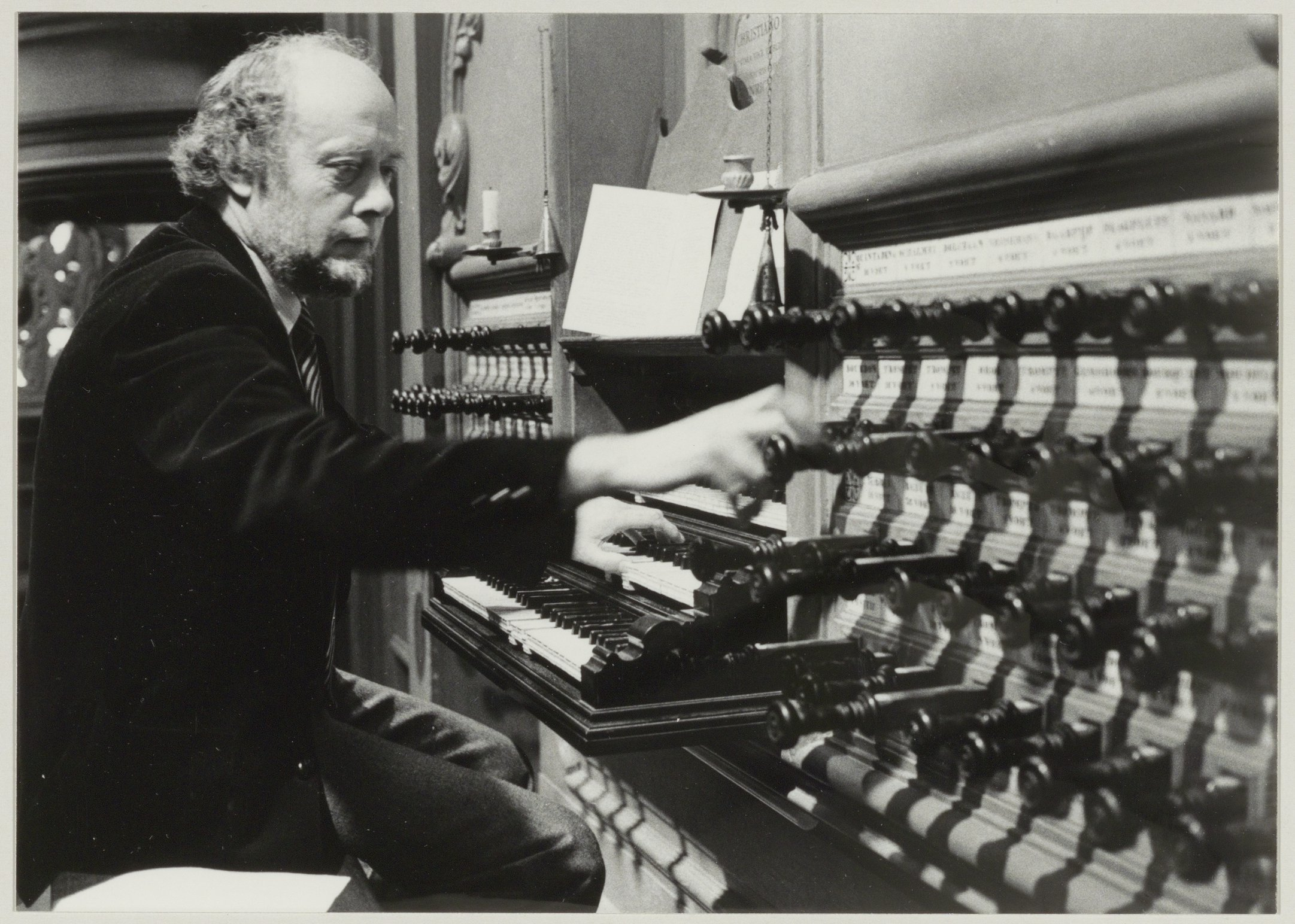
Klaas Bolt trekt de registers open

Het Müllerorgel is het hoofdorgel van de Grote of Sint-Bavokerk te Haarlem.

## Bouw
Het orgel is gebouwd door Christian Müller uit Amsterdam tussen 1735 en 1738 in opdracht van het stadsbestuur van Haarlem. Dit is niet zo vreemd, aangezien in die tijd orgels onder de verantwoording van het stadsbestuur vielen en de organisten ambtenaren in overheidsdienst waren.
De stad Haarlem wilde, zoals zoveel steden in die tijd, met de bouw van dit enorme orgel de eigen macht en roem laten weerspiegelen. Bij de oplevering was het orgel het grootste ter wereld. De met bladgoud versierde, houten orgelkas is gemaakt door Hendrik de Werff met houtsnijwerk van Jan van Logteren. De kas heeft een galerij en front naar ontwerp van Daniël Marot en een marmeren allegorisch reliëf door Jan-Baptist Xavery. Veel beroemde personen hebben op het Müllerorgel gespeeld, onder wie Händel (in 1740 en 1750), de tien jaar oude Mozart (in 1766) en misschien ook Mendelssohn.

## Restauraties
De eerste restauratie van het orgel vond plaats in 1866 door C.G.F. Witte, die zich beperkte tot herintonatie van het orgel en op zeer beperkte schaal pijpwerk verving, met name prestanten. Twee gewenste veranderingen gingen niet door. De eerste was de wens van Witte zelf om het orgel met een vierde klavier uit te breiden, dat als zwelwerk geplaatst zou worden. Vanwege geldgebrek heeft dat plan geen doorgang gevonden. Het tweede was de wens van stadsorganist Johannes Gijsbertus Bastiaans om het orgel te voorzien van Barker-hefbomen, een pneumatische voorziening om het orgel lichter bespeelbaar te maken. Witte was echter een hardnekkig tegenstander van deze mechanische vernieuwing. De heren kwamen hierdoor openlijk in conflict, waarbij Witte het pleit won.
In 1912 werd het orgel onder handen genomen door Michaël Maarschalkerweerd, die, naast wederom herintonatie, de twaalf spaanbalgen van Müller verving door drie magazijnbalgen en tevens de pedaaltractuur pneumatisch maakte.
In de jaren 1959-1961 werd het orgel gerestaureerd door Marcussen & Søn uit het Deense Aabenraa. Naast herstel van de oorspronkelijke dispositie werd de hele mechanische traktuur en de windvoorziening vernieuwd. Het hele orgel werd opnieuw geïntoneerd naar de in die tijd heersende opvattingen over barokmuziek. Hoewel er veel lof was voor het werk van Marcussen kwam op de intonatie veel kritiek. Met name organist Klaas Bolt (vaste bespeler van 1952 tot 1990) vond dat het orgel karakterloos was geworden. Op zijn initiatief werd tussen 1989 en 2000 door Flentrop Orgelbouw uit Zaandam de intonatie aangepast, zodat het klankbeeld van Müller werd teruggebracht.

## Organisten
- Hendrik Radeker (1738-1771)
- Jan Radeker (1771-1799)
- Johan Peter Schumann (1800-1857)
- Johannes Gijsbertus Bastiaans (1858-1875)
- Johannes Bastiaans (1876-1885)
- Willem Ezerman (1886-1913)
- Louis Robert (1913-1922)
- George Robert (1922-1955)
- Klaas Bolt (kerkorganist 1952-1990)
- Albert de Klerk (1956-1982)
- Piet Kee (1956-1989)
- Jos van der Kooy (1990-2017)
- Anton Pauw (kerkorganist 1990—)

Omdat het orgel eigendom is van de burgerlijke gemeente Haarlem, worden de organisten door het gemeentebestuur aangesteld. Van de vaste organisten hebben sommigen de functie van 'kerkorganist' voor het begeleiden van kerkdiensten maar ook het geven van concerten, anderen zijn 'stadsorganist'. De Haarlemse stadsorganisten hebben niet alleen tot taak het Müller-orgel te bespelen, maar sinds 1924 ook het Cavaillé-Coll-orgel in de Philharmonie op het aangrenzende Klokhuisplein.
De meesten waren zeer lang aan het Müllerorgel verbonden, van wie J.P. Schumann zelfs 57 jaar. Hij staat bekend om zijn voorkeur voor luidruchtige populaire muziek, waarna J.G. Bastiaans het orgel terugbracht in de sfeer van Sweelinck en Bach. Het instrument was lang in handen van enkele orgelfamilies: vader en zoon Radeker, vader en zoon Bastiaans en de broers Robert.
Na de pensionering van Jos van der Kooy in 2019 besloot het Haarlemse gemeentebestuur geen nieuwe stadsorganist aan te stellen.

## Dispositie
| I Hoofdwerk C–d3 |     |
| Praestant        | 16′ |
| Bourdon          | 16′ |
| Octaaf           | 8′  |
| Roerfluyt        | 8′  |
| Viola da Gamba   | 8′  |
| Roerquint        | 6′  |
| Octaaf           | 4′  |
| Gemshoorn        | 4′  |
| Quintpraestant   | 3′  |
| Woudfluit        | 2′  |
| Mixtuur IV–X     |     |
| Scherp VI–VII    |     |
| Tertiaan II      |     |
| Trompet          | 16′ |
| Trompet          | 8′  |
| Oboe             | 8′  |
| Trompet          | 4′  |

| II Rugwerk C–d3   |     |
| Praestant         | 8′  |
| Holpyp            | 8′  |
| Quintadena        | 8′  |
| Octaaf            | 4′  |
| Fluytdouce        | 4′  |
| Speelfluit        | 3′  |
| Super Octaaf      | 2′  |
| Mixtuur VI–VIII   |     |
| Sexquialter II–II |     |
| Cymbaal III       |     |
| Cornet IV D       |     |
| Fagot             | 16′ |
| Trompet           | 8′  |
| Trechterregal     | 8′  |
|                   |     |
| Tremulant         |     |

| III Bovenwerk C–d3 |      |
| Quintadena         | 16′  |
| Praestant          | 8′   |
| Baarpyp            | 8′   |
| Quintadena         | 8′   |
| Octaaf             | 4′   |
| Flagfluyt          | 4′   |
| Nasard             | 3′   |
| Nagthoorn          | 2′   |
| Flageolet          | 1/2′ |
| Mixtuur IV–VI      |      |
| Sexquialter II     |      |
| Cymbaal            |      |
| Schalmey           | 8′   |
| Dolceaan           | 8′   |
| Vox Humana         | 8′   |
|                    |      |
| Tremulant          |      |

| Pedaal C–f1    |     |
| Principaal     | 32′ |
| Praestant      | 16′ |
| Bourdon        | 16′ |
| Roerquint      | 12′ |
| Octaaf         | 8′  |
| Holfluyt       | 8′  |
| Quintpraestant | 6′  |
| Octaaf         | 4′  |
| Holfluyt       | 2′  |
| Mixtuur VI–X   |     |
| Ruyschquint V  |     |
| Bazuyn         | 32′ |
| Bazuyn         | 16′ |
| Trompet        | 8′  |
| Trompet        | 4′  |
| Zink           | 2′  |

- Koppels: 2 manuaalkoppels, 3 pedaalkoppels.

## Orgelfestival
Met het Müllerorgel als middelpunt wordt elke twee jaar het Internationaal Orgelfestival Haarlem gehouden, waarin het improvisatieconcours is opgenomen dat sinds 1951 bestaat. In 2018 vond de 52e editie plaats.